# Mano del Desierto
La Mano del Desierto (Main du désert en espagnol) est une sculpture réalisée par le Chilien Mario Irarrázabal, localisée à 75 km au sud de la ville d'Antofagasta (Chili), au bord de la Route 5 et érigée à 1 100 m d'altitude.

## Structure
Pour se rendre à la sculpture, il faut prendre la route 28 en direction est jusqu'à la route 5 à La Negra, un complexe industriel à environ 16 kilomètres d'Antofagasta. Ensuite, il faut suivre la Route 5 en direction du sud pendant encore 48 kilomètres et bifurquer sur un chemin de terre à droite (ouest) vers la sculpture en suivant les panneaux de signalisation. Elle se trouve à 450 mètres de la route principale.
La sculpture, très visible de la route, est construite sur une base de béton armé et est haute de 11 m. Sa taille exagérée met l'accent sur la vulnérabilité et l'impuissance humaine. Elle fut financée par Corporación Pro Antofagasta, une organisation de promotion locale, et fut inaugurée le 28 mars 1992.
La sculpture est devenu un point d'intérêt pour les touristes voyageant sur la route 5, qui fait partie de la route panaméricaine. Comme elle est souvent victime de graffitis, la sculpture est nettoyée occasionnellement.

## Galerie

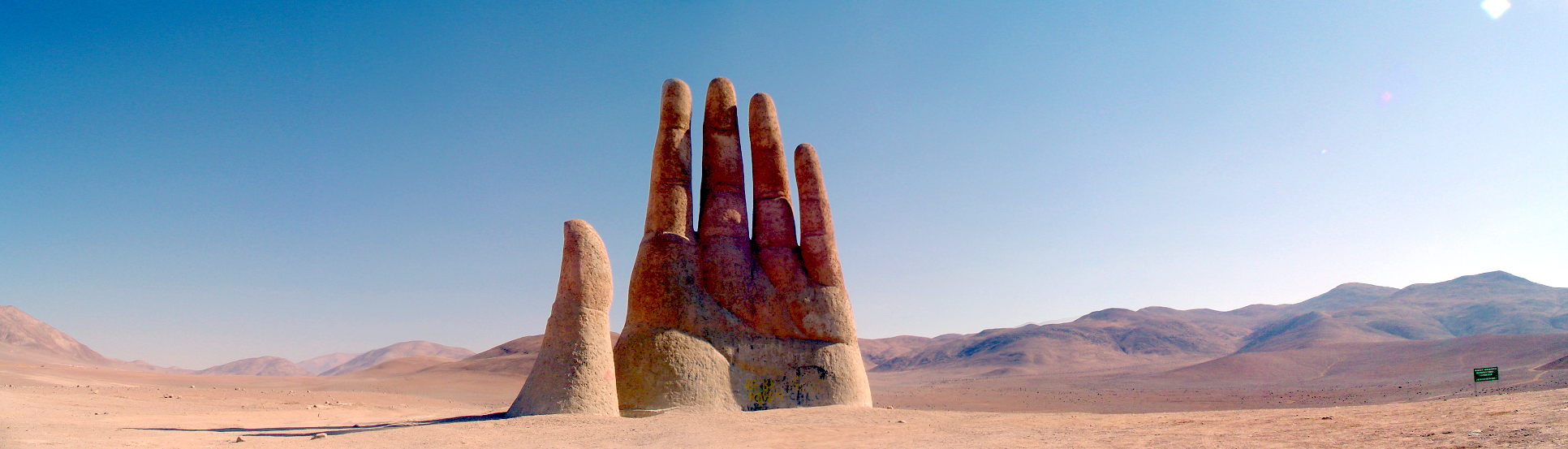
Panoramique de la sculpture.
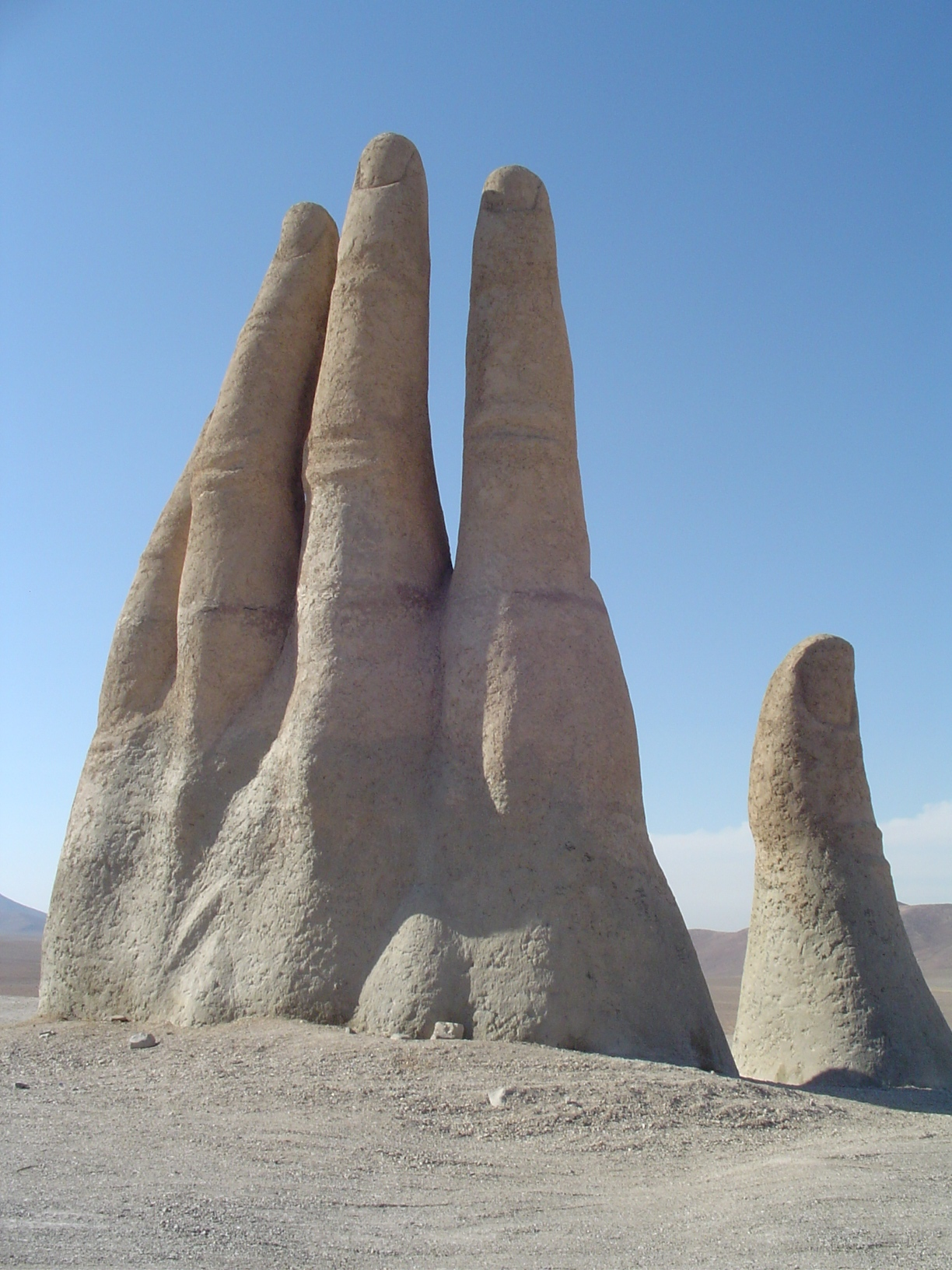
Vue de dos.